# Annette Berr
Annette Berr (* 1962 in Berlin) ist eine deutsche Schriftstellerin, Musikerin und Sängerin.
Als Autorin schreibt sie Gedichte, Erzählungen und erotische Geschichten. Als Sängerin präsentiert sie Chansons. Hauptthemen ihres Werkes sind Liebe und Sexualität mit all ihren Turbulenzen.

## Alben
- 1991: Blaue Krokodile (Königshaus)
- 1992: Haus mit 13 Zimmern
- 1994: schlaflos (in Zusammenarbeit mit ihrer früheren Band)
- 1997: „… …und decke mich mit Sehnsucht zu“
- 2000: mascara (in Zusammenarbeit mit Rainer Kirchmann, ehemaliges Mitglied der Rockgruppe Pankow)